# Trotteria bochkarevi
Trotteria bochkarevi är en tvåvingeart som beskrevs av Fedotova 2004. Trotteria bochkarevi ingår i släktet Trotteria och familjen gallmyggor. Inga underarter finns listade i Catalogue of Life.